# Mykola Tantserev
Mykola Tantserev, né le 31 juillet 1997 à Kherson, est un athlète ukrainien, rameur universitaire, maître des sports d'Ukraine, double champion du monde en aviron de mer.

## Carrière sportive
Tantserev pratique d'abord athlétisme mais, en raison d'une blessure sportive suivi d'une longue rééducation, il est contraint d'abandonner ce sport.
En 2017, il entre à l'Université d'État de Kherson à la Faculté d'éducation physique et des sports et on l'invite à suivre des cours académiques d'aviron en tant que barreur.
En 2018, il remporte son premier championnat d'Ukraine en barrant le huit sous la direction de l'entraîneur Oleksandr Mykhailovych Bakarasev. En 2019, il reçoit le titre de Maître des Sports d'Ukraine.
En 2021, il remporte deux médailles d'or au championnat du monde d'aviron de mer en tant que barreur des deux quatre de couple, en équipage féminin (Golub, Buryak, Verkhogliad, Dovhodko) et masculin (Boklazhenko, Mikhay, Nadtoka, Dovhodko).
Il est également membre de l'équipe olympique d'Ukraine en aviron
En 2021, il entre à l’Université technique nationale de Kherson, avec une spécialisation en administration publique et en administration. Après le 24 février 2022, il participe à la résistance contre l'invasion russe à Kherson et il est contraint d’émigrer au milieu de l’année 2022 vers l'Union européenne pour des raisons de sécurité.